# Гачева, Анастасия Георгиевна
Анастасия Георгиевна Гачева (род. 2 декабря 1966) — российский учёный-филолог и философ, специалист по истории русской философии и русскому космизму, литературовед, доктор филологических наук, ведущий научный сотрудник Института мировой литературы РАН, главный библиотекарь, научный сотрудник Библиотеки № 180 им. Н. Ф. Федорова (Музея-библиотеки Н. Ф. Фёдорова).

## Биография

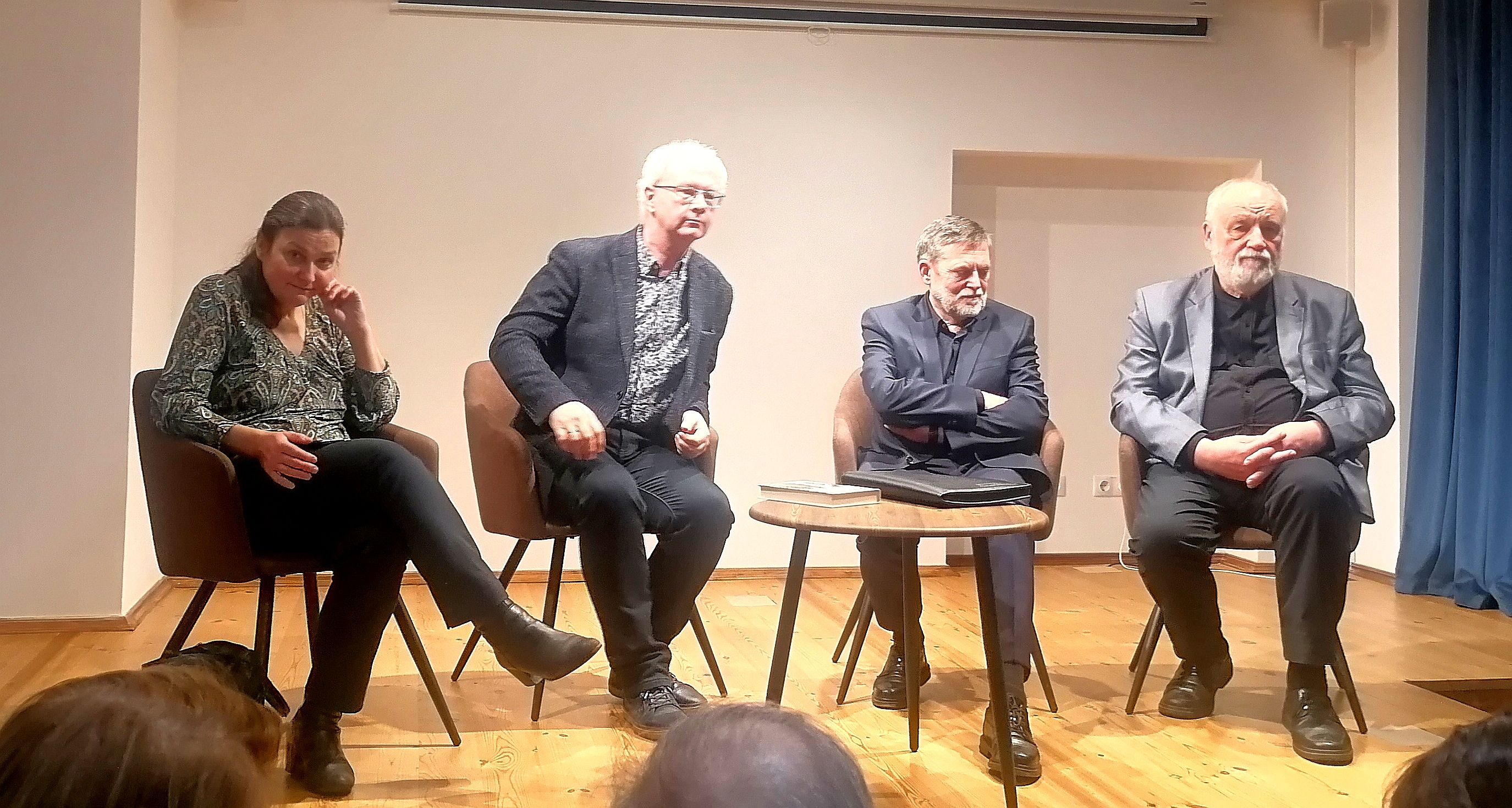
А. Гачева, П. Фокин, И. Есаулов, В. Захаров в музее Достоевского

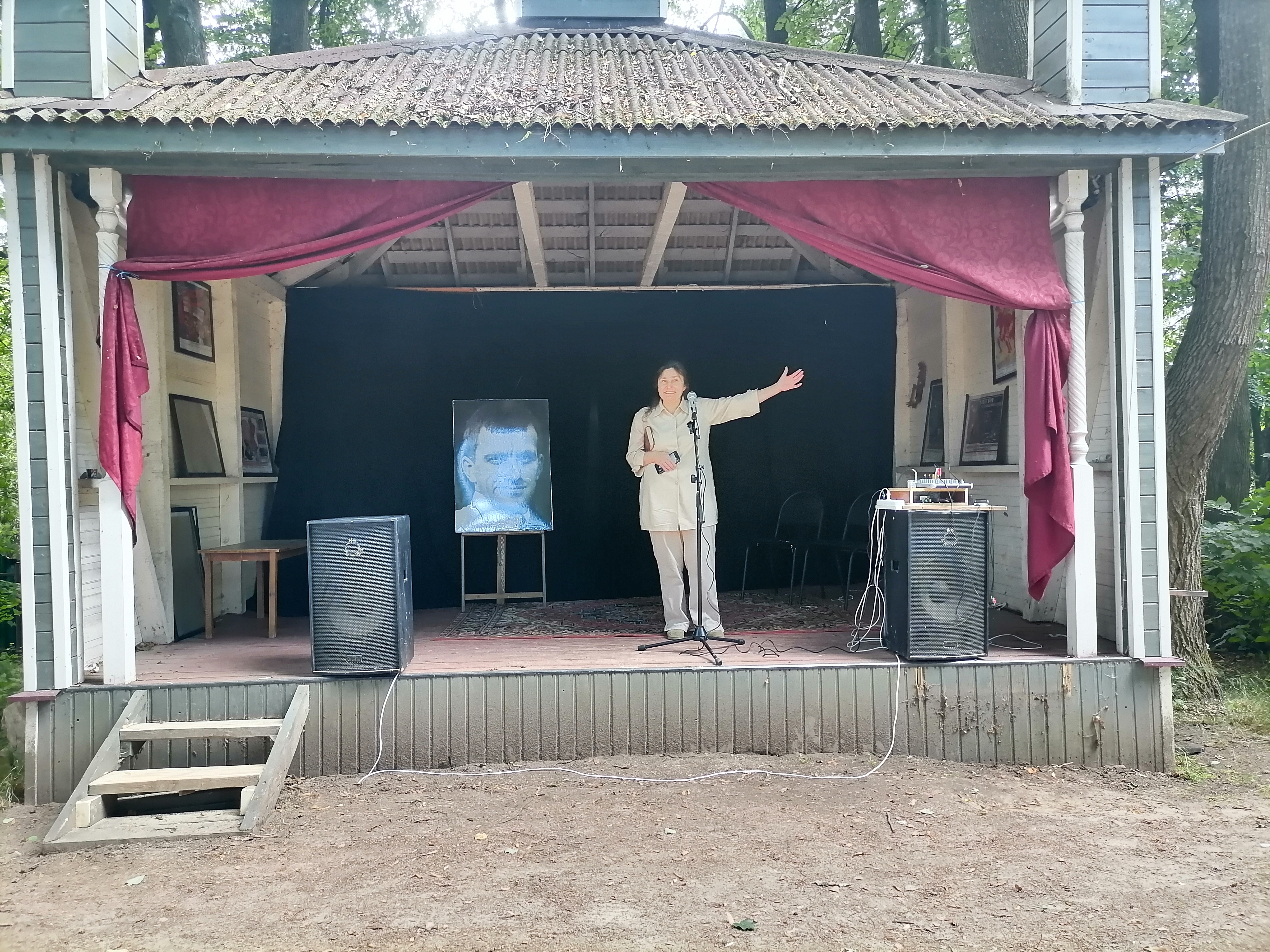
Акулова гора. 130 лет Маяковскому

Родители: доктора филологических наук теоретик литературы Георгий Гачев (1929—2008) и литературовед, исследователь и публикатор наследия Н. Ф. Фёдорова, специалист по русскому космизму Светлана Семёнова (1941—2014). Сестра Лариса (род. 1972) — художница, член-корреспондент РАХ.
В 1989 году окончила филологический факультет МГУ им. М. В. Ломоносова, в 1992 году — аспирантуру там же.
С 1993 года — сотрудник отдела новейшей русской литературы ИМЛИ им. А. М. Горького РАН.
В 2006 году защитила диссертацию на соискание учёной степени кандидата филологических наук на тему «Ф. М. Достоевский и Н. Ф. Федоров. Духовно-творческий диалог», а в 2007 — докторскую диссертацию «Ф. М. Достоевский и Ф. И. Тютчев. Идейно-художественные взаимосвязи»
Выступает автором проектов, консультантом и куратором выставок, консультант и участник передач телеканала «Культура».

## Научные интересы
Выделяет концепцию отечественной истории как «работы спасения» (А. С. Хомяков, И. С. Аксаков, Фёдоров, В. С. Соловьев, Н. Бердяев, С. Булгаков, Федотов, А. К. Горский, Сетницкий, В. Н. Муравьев), основанную на представлении об истории как поле встречи человека с Богом.